# Mikhail Kirponos
Mikhail Petrovich Kirponos (em russo:  Михаи́л Петро́вич Кирпоно́с, em ucraniano:  Михайло Петрович Кирпонос, Mykhailo Petrovych Kyrponos; Vertiyivka, 12 de janeiro de 1892 - Lokhvytsia, 20 de setembro de 1941) foi um general soviético ucraniano do Exército vermelho. Atendendo a maior decoração militar, o título de Herói da União Soviética, pela habilidade e coragem de comandar uma divisão na Campanha Finlandesa de 1939-1940, Kirponos é lembrado principalmente por seu papel crucial na organização e liderança da defesa da Ucrânia soviética durante a Batalha de Brody, a Batalha de Uman e a Batalha de Kiev nos primeiros meses da invasão da União Soviética de 1941 pelas forças do Eixo (lideradas pela Alemanha Nazista). Ele foi morto pelos nazistas em ação na defesa de Kiev durante a Operação Barbarossa.